# Giovanni Battista Ferrari (pittore)
Giovanni Battista Ferrari (Brescia, 13 ottobre 1829 – Milano, 26 aprile 1906) è stato un pittore italiano, protagonista della pittura di paesaggio lombarda della seconda metà dell'Ottocento.

## Biografia

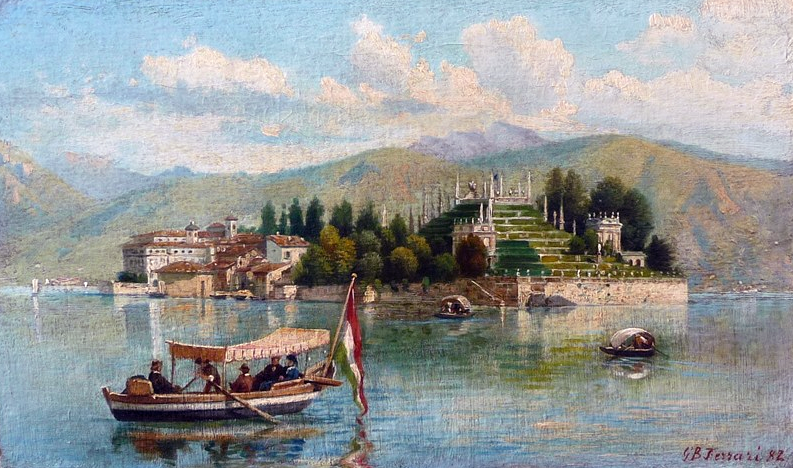
Isola Bella, 1882

Giovan Battista Antonio nacque a Brescia il 13 ottobre 1829 in contrada delle Grazie. Era il primo di sei figli di Giovan Battista originario di Caldes in Val di Sole, Trentino. Ferrari si avvicinò alla pittura frequentando a Brescia la scuola di Gabriele Rottini annessa alla Pinacoteca Tosio.
Dipinse in maniera raffinata e molto dettagliata soprattutto le valli lombarde, in particolare quelle bresciane e la Val di Sole, luogo d'origine della famiglia paterna. Spaziò inoltre tra laghi e fiumi alla ricerca di scorci suggestivi da offrire allo spettatore. Nei suoi paesaggi spesso troviamo contadini intenti al lavoro della mietitura, della raccolta della canapa, dell'aratura, colti mentre svolgono le loro mansioni giornaliere. La figura umana e il lavoro sono costantemente presenti nei suoi dipinti, ma Ferrari non e un pittore verista; usa semplicemente i protagonisti del suo paesaggio come pretesto per poter descrivere la natura. L'artista infatti fu e rimase un pittore naturalista, uno tra quelli più significativi del primo naturalismo lombardo a cavallo del XIX secolo. 
Ferrari non cedette alle nuove tendenze artistiche, anche quando il divisionismo si impose come nuova e avanzata proposta dell'arte lombarda e italiana di fine Ottocento.
Nel 1996 nella casa natale è stata aperta una galleria d'arte che porta il suo nome ("Associazione artistica e culturale Emilio Rizzi e Giobatta Ferrari").